# Flacourtia amalotricha
Flacourtia amalotricha är en videväxtart som beskrevs av Albert Charles Smith. Flacourtia amalotricha ingår i släktet Flacourtia och familjen videväxter. Inga underarter finns listade i Catalogue of Life.